# Nawab van Arcot

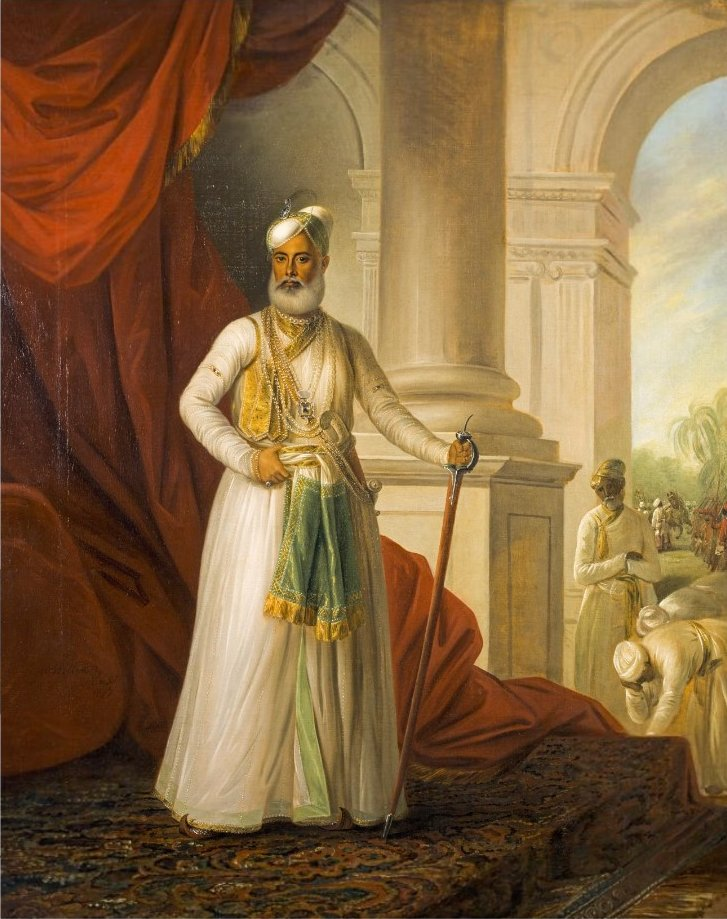
Nawab Muhammad Ali Khan Walajah kwam met steun van de Britse East India Company aan de macht. Olieverfportret op doek, door George Willison, 1777.

De nawab van Arcot of nawab van de Carnatic was tussen 1692 en 1855 de heerser ("nawab") over de Carnatic, het kustgebied in het uiterste zuiden van India langs de Golf van Bengalen. In theorie was de nawab van Arcot ondergeschikt aan de nizam van Haiderabad, die opnieuw in theorie een vazal was van de Mogolkeizer in Delhi. In de praktijk gedroegen zowel de nawab als de nizam zich als onafhankelijke vorsten.

## Geschiedenis
De Carnatic was tot 1688 onderdeel van het sultanaat Golkonda. In dat jaar werd het sultanaat veroverd door Mogolkeizer Aurangzeb, die het hernoemde tot "Haiderabad" en als een subah ("provincie") bij zijn rijk inlijfde. De eerste nawab van de Carnatic was generaal Zulfikhar Ali Khan, die in 1692 door de keizer benoemd werd wegens zijn verdiensten in de Dekanoorlog tegen de Maratha's. Oorspronkelijk was Gingee de hoofdstad van de nawab, maar nawab Saadatullah Khan I verplaatste zijn hofhouding naar Arcot. Aan het begin van de 18e eeuw ging het centrale gezag van de Mogols verloren en raakte de nawab van Arcot onafhankelijk. De laatste door de Mogols benoemde nawab, Saadatullah Khan I, stichtte zijn eigen dynastie. Hij was afkomstig uit de Nawayatgemeenschap, een van oorsprong Arabisch-Perzische etnische groep in de westelijke Dekan.  De nawabs uit de Nawayat-dynastie claimden afstammelingen te zijn van kalief Omar.
Nawab Dost Ali Khan sneuvelde in 1740 tegen de Maratha's, die daarna Arcot innamen. De nieuwe nawab, Safdar Ali Khan, werd door de Maratha's met rust gelaten in ruil voor een jaarlijkse schatting.
De Carnatic bevatte enkele Britse en Franse handelsposten en beide Europese machten probeerden eveneens invloed te verkrijgen over de nawab. In de Eerste Oorlog om de Carnatic steunde nawab Anwaruddin Khan de Britten. Toen de nawab in 1749 stierf leidde dit tot de Tweede Oorlog om de Carnatic, in feite een conflict om de opvolging in Arcot en Haiderabad. Beide pretendenten van Haiderabad, de Fransen en de Britten mengden zich in het conflict om Arcot door partij te kiezen voor een van de twee pretendenten daar. Uiteindelijk trok Muhammad Ali Khan Wallajah, de door de Britten gesteunde kandidaat, aan het langste eind. Zijn opvolgers regeerden tot 1855 over een Britse vazalstaat, een van de vele prinsenstaten in Brits-Indië. In 1855 stierf de laatste nawab (Ghulam Muhammad Ghouse Khan) kinderloos en werd de Carnatic volgens de controversiële "doctrine of lapse" door de Britten geannexeerd.
De oom van de overleden nawab, Azim Jah, werd in 1863 door keizerin Victoria tot eerste prins van Arcot gecreëerd, een erfelijke titel waarvan de dragers na de onafhankelijkheid van India een staatspensioen van de Indiase regering bleven ontvangen.

## Lijst van nawabs van Arcot
- Zulfikhar Ali Khan (1692-1703)
- Daud Khan Panni (1703-1710)
- Saadatullah Khan I (1710-1732)
- Dost Ali Khan (1732-1740)
- Safdar Ali Khan (1740-1742)
- Saadatullah Khan II (1742-1744)
- Anwaruddin Khan (1744-1749)
- Chanda Sahib (pretendent, 1749-1752)
- Muhammad Ali Khan Wallajah (1749-1795)
- Umdat ul-Umara (1795-1801)
- Azim-ud-Daula (1801-1819)
- Azam Jah (1819-1825)
- Ghulam Muhammad Ghouse Khan (1825-1855)